# 오노촌 (에히메현)
오노촌(小野村)은 에히메현 온센군에 설치된 촌이다.